# Mikołaj Koryzna
Mikołaj Koryzna herbu własnego (zm. 3 listopada 1598 roku) – duchowny referendarz wielki litewski w 1579 roku, sekretarz Jego Królewskiej Mości, kanonik wileński 23 sierpnia 1569 – 3 listopada 1598.